# RS-26 (Rakete)
Die RS-26 „Rubesch“ (russisch РС-26 Рубеж, englisch Rubezh) ist eine Interkontinentalrakete aus russischer Produktion.

## Hintergrund
Die RS-26 „Rubesch“ wurde am 27. September 2011 erstmals getestet. Ab dem Jahr 2016 wurden zwei RS-26-Raketensysteme bei den Strategischen Raketentruppen Russlands zu Testzwecken eingeführt. Es gibt nur wenige offizielle Angaben über diese Rakete. Danach soll es sich um eine mobil stationierte, mittelschwere, feststoffgetriebene Interkontinentalrakete mit nuklearen Mehrfachsprengköpfen handeln.
Die RS-26 basiert auf dem Entwurf der RS-24 Jars und verwendet eine abgeänderte Raketenstufe von dieser. Laut russischen Presseberichten ist die offizielle Vertragsbezeichnung der Rakete RS-26, und ein Start soll mit 180 Millionen Rubel (rund 4,1 Millionen Euro) versichert sein.
Im Jahr 2018 berichteten russische Medien, dass die RS-26 nicht in das Bewaffnungsprogramm 2018 bis 2027 des russischen Militärs aufgenommen wurde. Anstelle der RS-26 sollte der Awangard Stratosphären-Gleitflugkörper in die Bewaffnung der Strategischen Raketentruppen Russlands aufgenommen werden. Die RS-26 hat eine Reichweite von nominell 5800 km und fällt somit nach dem INF-Vertrag unter die Kategorie der Interkontinentalraketen, da sie mehr als 5500 km Reichweite hat. Derartige Reichweiten sollen aber nur ohne die volle Nutzlast erreicht werden und Beobachter vermuteten daher, dass es sich bei der Rakete um eine vertraglich verbotene Mittelstreckenrakete handele und die Funktion der nach dem INF-Vertrag verbotenen SS-20 übernehmen sollte, die überwiegend auf europäische Ziele ausgerichtet waren.
Eine Weiterentwicklung der RS-26 mit der Bezeichnung Oreschnik wurde in den 2010er-Jahren entwickelt. Diese Mittelstreckenrakete wurde im November 2024 erstmals im Rahmen des Russischen Überfalls auf die Ukraine gegen die ukrainische Stadt Dnipro eingesetzt.

## Testflüge
|    | Datum              | Startgelände | Zielort                  | Ergebnis   | Anmerkungen                                                                              |
| -- | ------------------ | ------------ | ------------------------ | ---------- | ---------------------------------------------------------------------------------------- |
| 01 | 27. September 2011 | Plessezk     | Kura (Kamtschatka)       | Fehlschlag | die Rakete explodierte kurz nach dem Start, Trümmer wurden 8 km vom Startplatz gefunden. |
| 02 | 23. Mai 2012       | Plessezk     | Kura (Kamtschatka)       | Erfolg     | erster erfolgreicher Testflug. Flugdistanz rund 5.800 km.                                |
| 03 | 24. Oktober 2012   | Kapustin Jar | Saryschagan (Kasachstan) | Erfolg     | Flugdistanz rund 2.000 km.                                                               |
| 04 | 6. Juni 2013       | Kapustin Jar | Saryschagan (Kasachstan) | Erfolg     | Flugdistanz rund 2.000 km.                                                               |
| 05 | 15. März 2015      | Kapustin Jar | Saryschagan (Kasachstan) | Erfolg     | Flugdistanz rund 2.000 km.                                                               |